# Circonscription territoriale du Yukon Numéro 1
Circonscription territoriale du Yukon Numéro 1 est une ancienne circonscription territoriale du Yukon au Canada. La circonscription a été créée lors de l'élection générale yukonnaise de 1903 (en).

## Résultats électoraux
| Élection générale yukonnaise de 1903 (en) | Élection générale yukonnaise de 1903 (en) |
| Candidat                                  | # de voix                                 |
| ----------------------------------------- | ----------------------------------------- |
| Joseph Clarke (en)                        | 772                                       |
| Alfred Thomson (en)                       | 719                                       |
| C W. Tabor                                | 560                                       |
| George Gilbert                            | 367                                       |
| Alex Prud'homme                           | 320                                       |
| William Thornburn                         | 80                                        |
| W.A. Bedoe                                | 61                                        |
| Total                                     | 2,879                                     |